# Lockheed Martin VH-71 Kestrel
Le Lockheed Martin VH-71 Kestrel est une variante du AgustaWestland EH101 Merlin construit pour remplacer la flotte de transport présidentielle américaine Marine One de l’United States Marine Corps avant d'être abandonné. 

## Développement

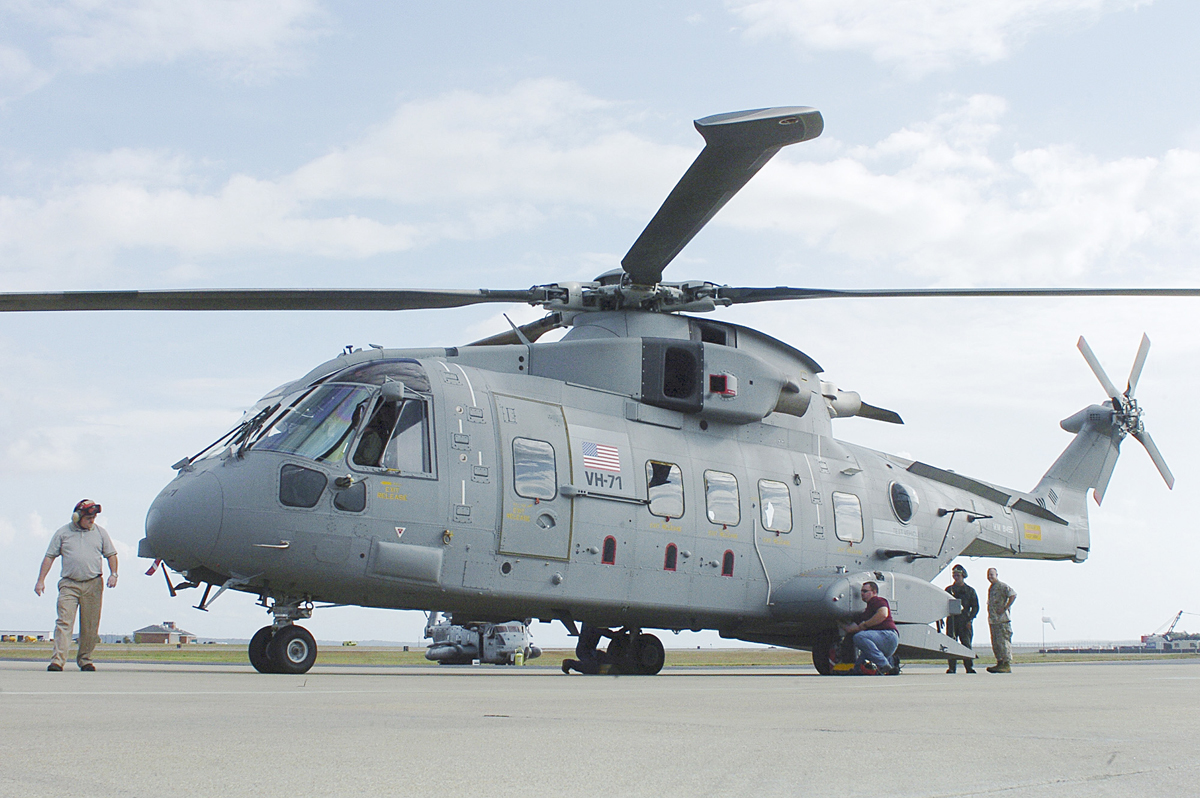
Premier prototype du VH-71 le 6 octobre 2005.

La première utilisation d'un hélicoptère pour un transport présidentiel américain date de 1957, quand Dwight D. Eisenhower voyagea à bord d'un H-13 Sioux. 
Les hélicoptères actuels du HMX-1 ont des fuselages vieillissants. Des VH-3D remplacèrent certains VH-3A en 1978, et le reste des VH-3A fut remplacé par des VH-60N à partir de 1989. À cause de l'âge des VH-3D et dans le contexte suivant les attentats du 11 septembre 2001, il fut décidé en 2002 de leur remplacement pour pouvoir disposer d'un hélicoptère plus sûr et plus puissant.  
Le nouvel hélicoptère choisi en janvier 2005  a été développé et construit par la « US101 Team » de Lockheed Martin Systems Integration – Owego (en) (LMSI), AgustaWestland et Bell Helicopter.
Il s'agit d'un dérivé de l'AgustaWestland EH101, hélicoptère anglo-italien, mais construit par Lockheed Martin sous la licence US 101, avec pour désignation militaire « VH-71 Kestrel ». Bien que Lockheed Martin ne fabrique pas d'hélicoptères, il avait été préféré au constructeur historique Sikorsky car son association avec un constructeur européen lui permettait de proposer un modèle à trois moteurs, ce qui était apparu à l'US Navy comme une base nécessaire pour répondre aux nouvelles spécifications du futur hélicoptère.  
Le programme ayant pris du retard, le premier vol a lieu à l'usine AgustaWestland de Yeovil en Angleterre le 3 juillet 2007.
Initialement, le début de capacité opérationnelle de ce nouvel hélicoptère était prévu en 2008 avec une pleine capacité opérationnelle de l'ensemble de la flotte au plus tard en 2014, les premiers hélicoptères opérationnels n'étant pas attendus avant 2010 mais surtout son coût avait doublé. Estimé à 6,1 milliards de dollars américains quand le contrat fut signé en 2005, il était estimé en mars 2008, pour la flotte des 28 nouveaux hélicoptères, à 11,2 milliards de dollars soit 400 millions de dollars par appareil. C'est, en tenant compte de l'inflation, plus par hélicoptère que le montant payé pour chacun des deux Boeing 747 VC-25A qui servent comme avion présidentiel.
Selon Jacques S. Gansler, un ancien sous-secrétaire à la Défense chargé des achats, à qui le département américain de la Défense demanda une expertise du projet, ce retard était du en grande partie au fait qu'initialement l'hélicoptère présidentiel devait être dérivé d'un hélicoptère existant mais que les spécifications demandées étaient telles que le projet a dérivé vers la conception d'un nouvel hélicoptère. 
Les spécifications techniques du futur appareil restent largement secrètes mais certaines données sont devenues publiques. Il devait mesurer un peu plus de 18 mètres de long, pouvait embarquer 14 passagers et plusieurs milliers de kilos d'équipement supplémentaire. Il devait pouvoir avoir un plus grand rayon d'action que le modèle actuel (passant de 100  à   350 miles). Il devait être capable de tromper les systèmes de détection, repousser ou éviter les missiles et résister à certains effets électromagnétiques d'une explosion nucléaire.   
Ce qui a été défini comme un « bureau ovale dans le ciel » devait être équipé de systèmes de réduction de vibrations et de bruit. Il disposait de communications et d'un système de visioconférence chiffré permettant au président de joindre immédiatement ses conseillers, les responsables militaires ou les dirigeants étrangers. Même si habituellement le président passe relativement peu de temps à bord des hélicoptères présidentiels, il devait pouvoir en cas de crise, y parcourir de plus longues distances et pouvoir y être renseigné et donner ses ordres comme dans le bureau ovale, jusqu'à celui de la frappe nucléaire.  
Pour pouvoir disposer plus rapidement des hélicoptères, la Maison-Blanche aurait supprimé certaines spécifications demandées pour les cinq premiers modèles, les VH-71A, à être livrés en 2010. Les 23 suivants, des VH-71B, plus sophistiqués, n'étant alors pas attendus avant au mieux 2015. Devant cette dérive des coûts et des délais, le département de la Défense a arrêté le programme à la fin de 2008 pour les hélicoptères suivants en attente d'une décision du nouveau président. À la suite de la controverse naissante en période de récession économique, le président Barack Obama annonça en février 2009 qu'il avait donné instruction au secrétaire à la Défense Robert Gates de faire un point sur la situation. 
Le 6 avril 2009, Gates annonça la fin du financement du VH-71 et d'autres programme militaires alors que ce programme avait déjà couté 3 milliards de dollars américains.

## Histoire opérationnelle
En février 2009, le président Barack Obama demande au Secrétaire à la Défense, Robert Gates, de placer le projet en attente ou de l'annuler en raison de son coût élevé, plus de 13 milliards de dollars américains pour les 28 hélicoptères prévus. En juin suivant, l'United States Navy résilie finalement le contrat après avoir dépensé environ 4,4 milliards de dollars pour le développement et la livraison de neuf VH-71. Les hélicoptères sont ensuite vendus au Canada pour 164 millions de dollars en juin 2011, afin de servir de pièces de rechange pour sa flotte de 14 AgustaWestland CH-149 Cormorant (en), une variante du EH101 spécialisée dans la recherche et le sauvetage et entrée en service en 2002. 
Le ministre canadien de la Défense, Peter MacKay, ordonne cependant en 2013 d'évaluer la possibilité de rendre certains VH-71 opérationnels afin d'éviter l'acquisition de nouveaux CH-149 Cormorants. En 2015, sept des VH-71 étaient en état de vol et l'aviation royale canadienne étudiait la possibilité de les convertir afin de leur permettre de participer à des missions de  recherche et sauvetage, une conversion qui pourrait coûter entre 500 millions et 1,5 milliard de dollars canadiens. En 2017, les neuf appareils sont stockés par l'entreprise IMP Aerospace & Defence à Halifax (Nouvelle-Écosse) et en mai de cette année, Leonardo Helicopters se déclare prêt avec d'autres entreprises à effectuer cette conversion.